# العلاقات الألمانية الأردنية
العلاقات الأردنية الألمانية هي العلاقات التي تربط بين الأردن وألمانيا، وهي كما وصفتها وزارة الخارجية الألمانية بأنها علاقات "قريبة وودودة لفترة طويلة". تعد ألمانيا إحدى أهم الدول الشريكة للأردن، ويتمتع البلدان بعلاقات سياسية واقتصادية مكثفة.

## التاريخ

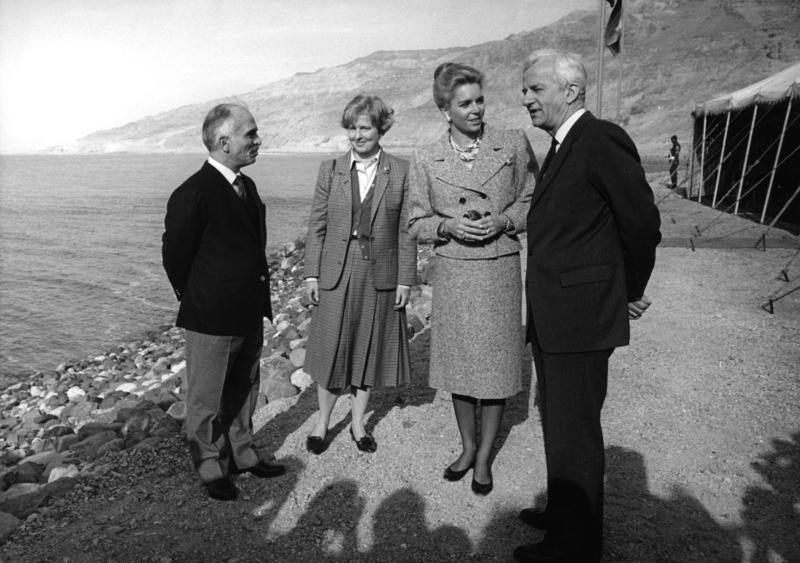
ريتشارد فون فايتساكر في الأردن (1985)

بدأت العلاقات الدبلوماسية الرسمية بين الأردن وألمانيا الغربية في تشرين الثاني/نوفمبر 1953. وبعد ست سنوات، حوّلت المفوضية الألمانية في عمّان إلى سفارة. وبعد إقامة علاقات دبلوماسية مع إسرائيل من جانب الجمهورية الاتحادية، قطعت الأردن ودول الوطن العربي علاقاتها الدبلوماسية مع ألمانيا الغربية. ولكن بعد عامين، استؤنفت العلاقات الثنائية بين البلدين، وأنشئت سفارة أردنية في بون.[بحاجة لمصدر] بعد انتهاء مبدأ هالشتاين من جانب الجمهورية الاتحادية تحت قيادة المستشار ويلي براندت، أقامت الأردن أيضًا علاقات رسمية مع ألمانيا الشرقية في أكتوبر 1973.
توسّعت العلاقات بين الأردن وألمانيا الموحدة بعد توقيع معاهدة السلام الأردنية الإسرائيلية عام 1994 ووصول عبد الله الثاني بن الحسين إلى السلطة عام 1999، الذي اتبع سياسة موالية للغرب نسبياً. وفي عام 2000، نقل الأردن سفارته في ألمانيا من بون إلى برلين. التقى الملك عبد الله الثاني بالمستشار الألماني غيرهارد شرودر في عام 2001 وأعلن أن الأردن "شريك قوي ومخلص لألمانيا والغرب والعالم أجمع" ودعا ألمانيا للعمل بصفة وسيط في نزاعات الشرق الأوسط. بدوره وصف المستشار شرودر الأردن بـ"عامل الاستقرار" في المنطقة واتفق على تكثيف العلاقات الثنائية.
مع بدء الحرب الأهلية في سوريا عام 2011، استقبل الأردن أكثر من مليوني لاجئ سوري، ما أدى إلى زيادة التعاون مع ألمانيا بشأن الهجرة وزيادة مدفوعات المساعدات من ألمانيا. وفي عام 2016، أصبح الأردن جزءًا من "مبادرة إعادة التسلح" الألمانية وتلقى معدات عسكرية متزايدة من ألمانيا. في عام 2017، تمركز جنود الجيش الألماني في الأردن ضمن جهود التدخل الدولي ضد تنظيم الدولة الإسلامية (داعش). في عام 2020، أصبحت العلاقات الدبلوماسية بين البلدين أقرب عندما عارضت الدولتان معًا مقترحات ضم إسرائيل للضفة الغربية.

## العلاقات الاقتصادية
بلغ إجمالي حجم التبادل التجاري بين البلدين 687 مليون يورو في عام 2021، مما يضع الأردن في المرتبة 90 في ترتيب شركاء ألمانيا التجاريين.. بالنسبة للأردن، تعتبر ألمانيا واحدة من أهم الشركاء التجاريين والاقتصاديين. تستورد ألمانيا من الأردن بشكل رئيسي الملابس، المواد الخام والملح، وفي المقابل تصدّر إلى الأردن المركبات، المواد الغذائية، والمواد الكيميائية والآلات.

## التعاون الإنمائي
ألمانيا هي ثاني أكبر جهة مانحة لمساعدات التنمية للأردن بعد الولايات المتحدة. وفي العقد الأول من القرن الحادي والعشرين، بلغت المساعدات السنوية (بما في ذلك القروض) ما بين 500 و700 مليون يورو. أما عام 2021، تعهّدت ألمانيا بتقديم مساعدات بقيمة 483.69 مليون يورو لمشاريع التنمية. بالإضافة إلى دعم اللاجئين الدوليين في الأردن، تركز الشراكة التنموية المشتركة على التدريب المهني والتوظيف بالإضافة إلى إمدادات المياه، حيث يعد الأردن أحد أكثر البلدان التي تعاني من ندرة المياه في العالم. تنشط المؤسسة الألمانية للتعاون الدولي (GIZ) وبنك الائتمان لإعادة الإعمار (KfW) في الأردن.

## العلاقات الثقافية

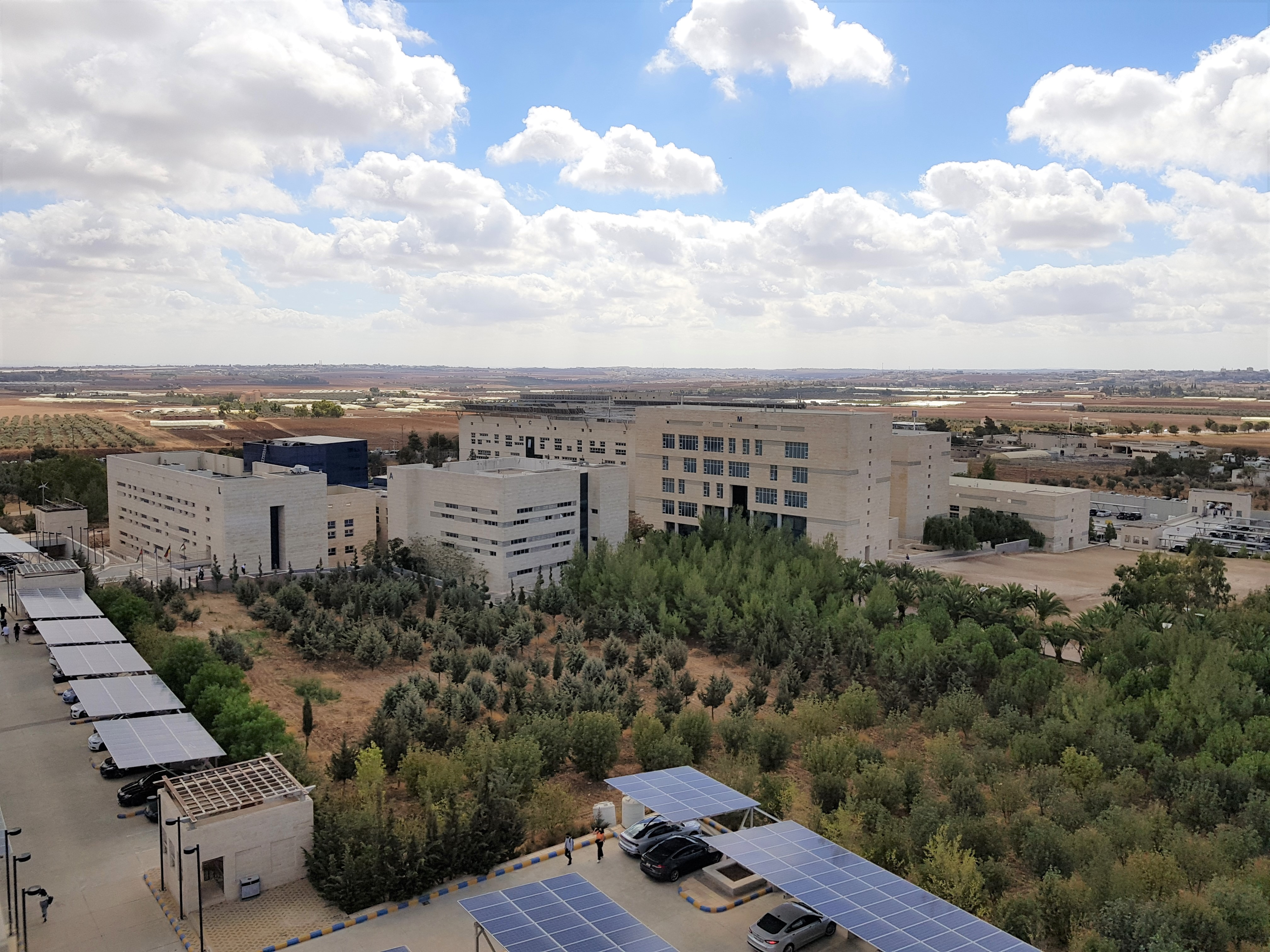
حرم الجامعة الألمانية الأردنية في مادبا

أسس رجل الأعمال كورت أويهلاين الجمعية الألمانية الأردنية عام 1963 ، ومقرها هانوفر، وهي جمعية مسجلة لتعزيز العلاقات الثقافية بين البلدين. وفي عام 20004، وُقِّعت اتفاقية ثقافية لتعزيز التعاون في مجالات التعليم والبحث والإعلام والفنون والشباب والرياضة. عام 2005، افتُتحت الجامعة الألمانية الأردنية التي تعتمد على نموذج الجامعات الألمانية للعلوم التطبيقية وتركز على الهندسة وإدارة الأعمال. تقدّم بعض المدارس الأردنية اللغة الألمانية لغةً أجنبية من خلال مبادرة قدّمها معهد جوته. كما تنشط الهيئة الألمانية للتبادل الأكاديمي في البلاد. توجد أيضًا علاقات وثيقة في مجال علم الآثار، أنشأ المعهد الألماني البروتستانتي فرعاً علمياً في الأردن ليكون وحدة بحثية تابعة للمعهد الألماني للآثار ويشارك في التنقيب في المواقع الثقافية التاريخية مع شركاء محليين.
تنشط العديد من المؤسسات السياسية الألمانية في الأردن وتشارك في برامج لتعزيز المجتمع المدني والمساواة بين الجنسين والحد من الفقر والمشاركة السياسية.

## البعثات الدبلوماسية
- لألمانيا سفارة في عمّان.[10]
- وللأردن سفارة في برلين.[11]

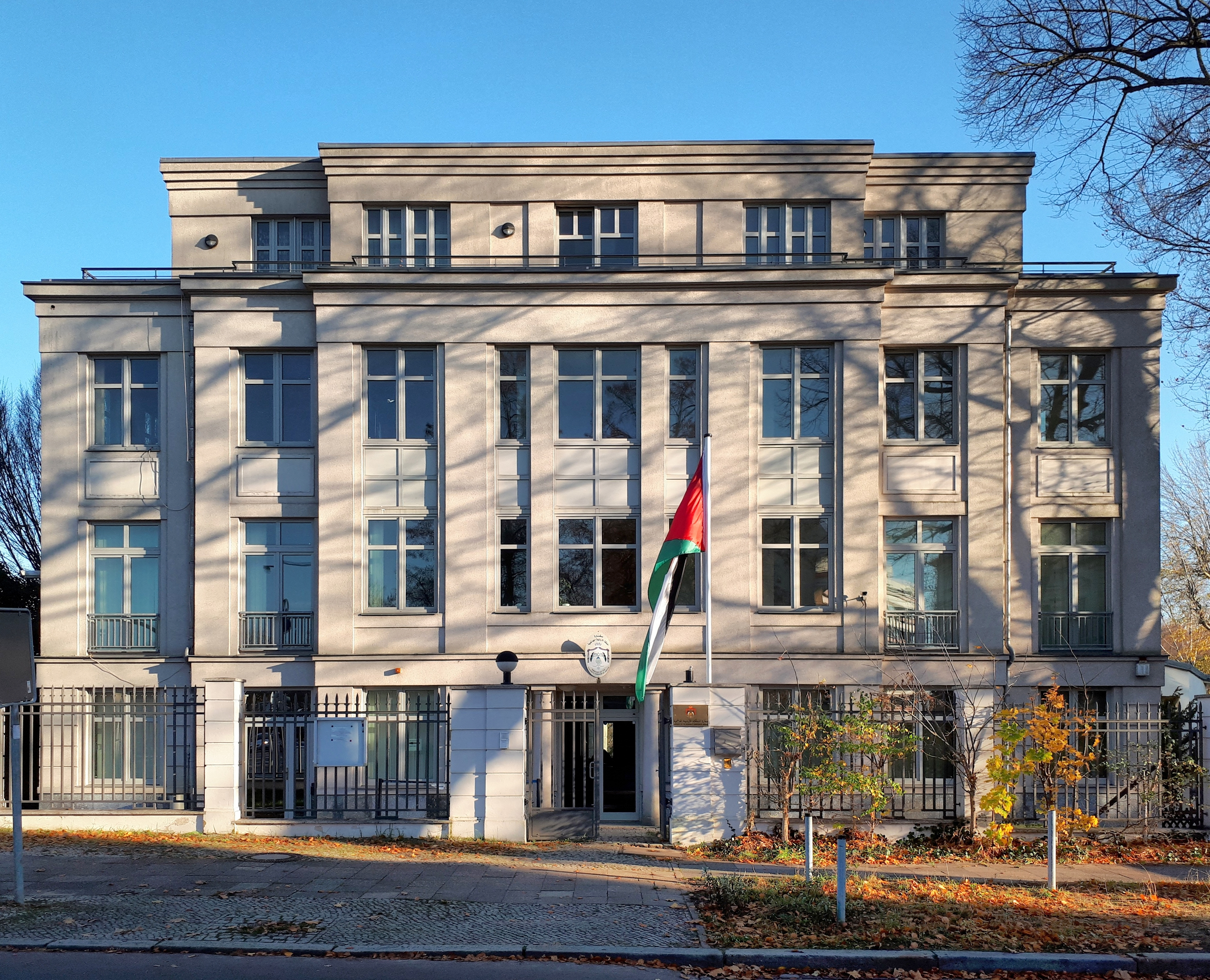
مبنى السفارة الأردنية في برلين

## وصلات خارجية
- معلومات من وزارة الخارجية الألمانية حول العلاقات مع الأردن
- معلومات من الديوان الملكي الهاشمي حول العلاقات مع ألمانيا